# Onitis fractipes
Onitis fractipes là một loài bọ cánh cứng trong họ Bọ hung (Scarabaeidae).